# 李进 (1942年)
李进（1942年—），女，四川内江人，中华人民共和国政治人物，曾任四川省人民政府省长助理、副省长，四川省政协副主席。